# Subkultur
 Der er for få eller ingen kildehenvisninger i denne artikel, hvilket er et problem. Du kan hjælpe ved at angive troværdige kilder til de påstande, som fremføres i artiklen.

En subkultur er en kultur, som eksisterer inden for en anden, større kultur, og som kendetegnes ved en række separate stiltræk, overbevisninger o.l. En subkultur, som på et eller flere områder er i opposition til værtskulturen, kan kaldes en modkultur.
Subkulturer i vesten i dag kredser ofte omkring fx musikgenrer eller politiske ideologier.